# Tsuen Wan
Tsuen Wan (traditionell kinesiska: 荃灣區) är ett av Hongkongs 18 administrativa distrikt. Distriktet är en del av huvudområdet Nya territorierna.
Tsuen Wan har 275 527 invånare på en yta av 62km². 